# Tisem
Tisem est une commune du district de Benešov, dans la région de Bohême-Centrale, en République tchèque. Sa population s'élevait à 230 habitants en 2020.

## Géographie
Tisem se trouve à 7 km à l'ouest-sud-ouest du centre de Benešov et à 38 km au sud-sud-est de Prague.
La commune est limitée par Neveklov à l'ouest et au nord, par Benešov à l'est, par Bystřice à l'est et au sud-est, et par Maršovice au sud.

## Histoire
La première mention écrite de la localité date de 1325.